# Bayard Veiller
Pour les articles homonymes, voir Veiller et Bayard.
Bayard Veiller est un auteur de pièces de théâtre, scénariste, réalisateur, producteur américain né le 2 janvier 1869 et mort le 16 janvier 1943. Il fut marié à l'actrice Margaret Wycherly.

## Filmographie sélective

### Scénariste
- 1920 : The Deadlier Sex de Robert Thornby
- 1923 : Unseeing Eyes d'Edward H. Griffith
- 1923 : Sous la robe rouge (Under the Red Robe) d'Alan Crosland
- 1929 : Le Procès de Mary Dugan (The Trial of Mary Dugan)
- 1931 : Guilty Hands de W. S. Van Dyke
- 1932 : Arsène Lupin de Jack Conway
- 1933 : Celle qu'on accuse (The Woman Accused)  de Paul Sloane

### Réalisateur
- 1921 : The Last Card
- 1921 : Alias Ladyfingers (en)
- 1921 : There Are No Villains
- 1922 : The Right That Failed
- 1922 : The Face Between (en)
- 1922 : Sherlock Brown
- 1929 : Le Procès de Mary Dugan (The Trial of Mary Dugan)

### Producteur
- 1920 : Cinderella's Twin de Dallas M. Fitzgerald
- 1933 : L'Aigle et le Vautour (The Eagle and the Hawk) de Stuart Walker
- 1934 : Une femme diabolique (The Notorious Sophie Lang) de Ralph Murphy
- 1934 : Menaces (Menace) de Ralph Murphy
- 1935 : L'Infernale Poursuite (Car 99) de Charles Barton